# Orehovec (gmina Kostanjevica na Krki)
Orehovec – wieś w Słowenii, w gminie Kostanjevica na Krki. W 2018 roku liczyła 218 mieszkańców.